# Franziskus von Sales Bauer
Franziskus von Sales Bauer (26 de janeiro de 1841 - 25 de novembro de 1915) foi um cardeal austro-húngaro da Igreja Católica Romana. Ele serviu como bispo de Brno (1882 - 1904) e mais tarde arcebispo de Olomouc de 1904 até sua morte, e foi elevado ao cardinalato em 1911. Ele também foi vice da Dieta da Morávia .

## Biografia
Nascido em Hrachovec , Moravia, Franziskus Bauer recebeu o sacramento da Confirmação em 1852 e estudou no seminário da Faculdade de Teologia de Olomouc. Ele recebeu a primeira tonsura e ordens menores em 14 de dezembro de 1859. Após a sua elevação ao subdiaconato (20 de dezembro de 1862) e o diaconato (28 de fevereiro de 1863), Bauer foi ordenado ao sacerdócio em 19 de Julho de 1863, para o Arquidiocese de Olomouc.
Ele então serviu como cooperador, e depois como segundo capelão na paróquia de Wischau , para a arquidiocese até fevereiro de 1865, de onde começou a lecionar na Faculdade de Teologia de Olomouc. Bauer terminou seus estudos em 1869, obtendo seu doutorado em teologia em 30 de junho daquele ano. Ele tornou-se decano da Faculdade de Teologia em 1869 também. Tornou-se professor da Universidade de Praga em 19 de setembro de 1873 e, mais tarde, diretor do Seminário Arcebispal de Praga em 1879.
Em 3 de julho de 1882, Bauer foi nomeado bispo de Brno pelo Papa Leão XIII. Ele recebeu sua consagração episcopal no dia 15 de agosto do cardeal Arcebispo Friedrich Egon von Fürstenberg, de Olomouc, com os bispos Gustav von Belript-Tissac e Karol Prucha servindo como co-consagradores . Bauer foi posteriormente nomeado Arcebispo de Olomouc em 10 de maio de 1904. Em virtude dessa posição, ele também era príncipe, duque de Hotzenplotz, conselheiro do imperador e senador.
O Papa Pio X criou-o Cardeal-presbítero de São Jerônimo dos Croatas no consistório de 27 de novembro de 1911. Embora elegível, Bauer não participou do Conclave de 1914 devido a problemas de saúde.
O cardeal morreu em Olomouc, aos 74 anos. Ele está enterrado na catedral metropolitana de Olomouc 